# Fresnes (Yonne)
Fresnes is een gemeente in het Franse departement Yonne (regio Bourgogne-Franche-Comté) en telt 73 inwoners (2009). De plaats maakt deel uit van het arrondissement Avallon.

## Geografie
De oppervlakte van Fresnes bedraagt 5,1 km², de bevolkingsdichtheid is dus 14,3 inwoners per km².
De onderstaande kaart toont de ligging van Fresnes (Yonne) met de belangrijkste infrastructuur en aangrenzende gemeenten.

## Demografie
Onderstaande figuur toont het verloop van het inwonertal (bron: INSEE-tellingen).

1. ↑  Populations de référence 2022.